# Продвино
Продвино (бел. Продзвіна) — деревня в составе Вишневского сельсовета Бобруйского района Могилёвской области Республики Беларусь.

## Географическое положение
Деревня Продвино находится в 17 км к югу от города Бобруйска Могилёвской области на автомобильной дороге Бобруйск-Мозырь (Р-31) и в 6 км от остановочного пункта Брожа на железнодорожной линии Бобруйск-Рабкор. К северу от Продвино протекает река Брожка (приток Березины).

## История
Деревня Продвино имеет долгую историю, восходящую к XVIII веку, когда она была известна как селение в Речицком повете Минского воеводства Речи Посполитой.

### Происхождение названия
Название села происходит от реки Продвинка, упомянутой в карте Христофора Радзивилла, датируемой 1603—1613 годами. Современное название реки — Брожка, что зафиксировано в 1859 году. Деревня также меняла свои названия; в частности, в 1859 году она была известна как Боких. Это название связано с шляхетским родом Бокий, который получил земли по арендному праву от Тадеуша Жэлиговскага, старосты Бобруйского, в 1790 году и основал поселение в Урочище Лески.

### Исторические изменения
После второго раздела Речи Посполитой в 1793 году Продвино вошло в состав Российской империи. Изначально селение находилось недалеко от слияния рек Продвинка и Брожка. В 1798 году околица Прудвино (также известная как Левки) была зарегистрирована как государственная собственность с пятью дворами, населёнными малоземельной шляхтой. К 1847 году в Продвино насчитывалось уже 18 дворов.

### Переселение и развитие
В конце XIX века произошло значительное переселение жителей деревни. Они переехали в деревню Боки, расположенную за рекой Брожкой, в полутора верстах от Продвино. В результате Боки были переименованы в Продвино. По данным переписи 1897 года, деревня находилась в Брожской волости и имела 36 дворов вдоль почтовой дороги Бобруйск — Паричи.

### Советский период
В 1916 году в деревне было открыто народное училище под руководством учителя Неонилы Шамовской. С 20 августа 1924 года до 29 января 1968 года Продвино являлось центром Продвинского сельсовета Бобруйского района. В 1925 году на базе сельской школы была организована школа по ликвидации неграмотности среди взрослых. В 1932 году был создан колхоз имени Чкалова. Во время Великой Отечественной войны на фронте погибли семь жителей деревни. После ликвидации сельсовета в 1966 году, когда закрылись почта, магазин и другие учреждения, инфраструктура деревни пришла в упадок.
К 1986 году в Продвино насчитывалось 29 хозяйств, входивших в состав колхоза имени Фрунзе.

### Современность
В настоящее время население деревни значительно сократилось. По состоянию на 2014 год здесь проживало всего 11 человек.
Староста деревни Иван Юшкевич активно работает над восстановлением местной жизни, организуя мероприятия для жителей и планируя улучшения, такие как создание игрового пространства для детей и подключение интернета. Несмотря на сложные условия, жители продолжают поддерживать связь друг с другом и сохранять память о прошлом своей деревни.

## Население
- 1798 год — 26 жителей
- 1847 год — 93 жителя
- 1897 год — 224 жителя
- 1926 год — 300 жителей
- 1986 год — 50 жителей
- 1999 год — 19 человек
- 2010 год — 24 человека
- 2014 год — 11 человек

## Известные люди
- Людвиг Петрович Асецкий (родился 9 мая 1929 года в деревне Продвино Бобруйского района) — заслуженный деятель искусств Республики Беларусь, художник[3]. Работал в стиле монументальной живописи, станковой и книжной графики, выполнял иллюстрации к книгам. Работы художника выставлены в Национальном художественном музее Республики Беларусь, Музее современного изобразительного искусства в Минске, Белорусском государственном музее истории Великой Отечественной войны, других музеях.